# Khảo cổ sinh học

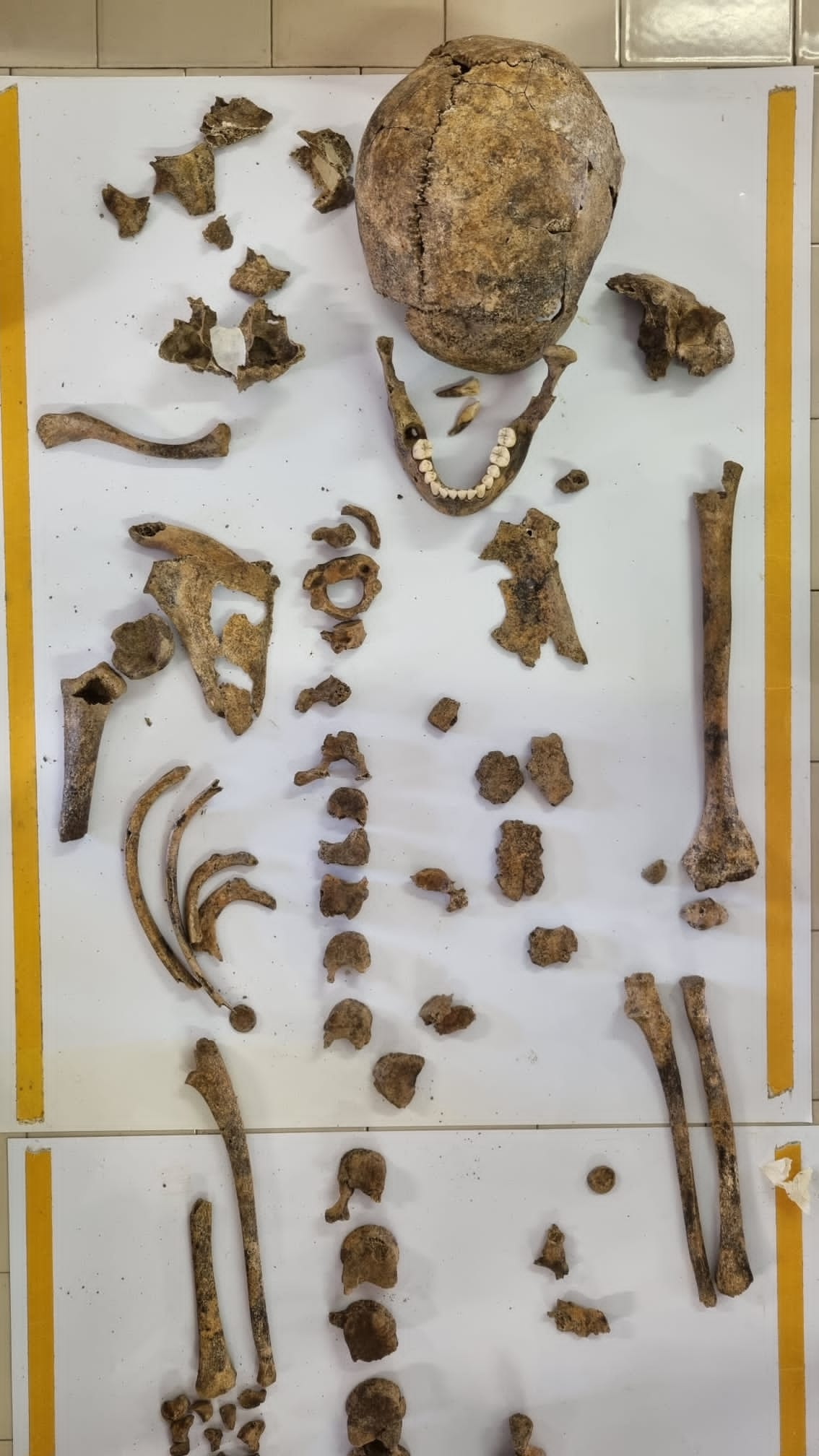
Bộ xương trong phòng thí nghiệm khảo cổ sinh học

Khảo cổ sinh học là một lĩnh vực nghiên cứu liên ngành, kết hợp các phương pháp và lý thuyết từ cả khảo cổ học và nhân học sinh học. Tại châu Âu, khảo cổ sinh học tập trung vào việc nghiên cứu tất cả các loại hài cốt sinh học được tìm thấy tại các di chỉ khảo cổ, bao gồm cả hài cốt động vật và thực vật. Ngược lại, ở Hoa Kỳ, khảo cổ sinh học chủ yếu tập trung vào việc nghiên cứu hài cốt con người từ các di chỉ khảo cổ.
Thuật ngữ "khảo cổ sinh học" do nhà khảo cổ học Grahame Clark sử dụng lần đầu tiên vào năm 1972, ông định nghĩa nó là nghiên cứu về xương người và động vật từ các di chỉ khảo cổ. Tuy nhiên, định nghĩa này đã được mở rộng đáng kể kể từ đó. Năm 1977, nhà khảo cổ học Jane Buikstra đã đưa ra định nghĩa hiện tại được sử dụng rộng rãi ở Hoa Kỳ, tập trung vào việc nghiên cứu khoa học về hài cốt con người từ các di chỉ khảo cổ.